# Massimo Palombella

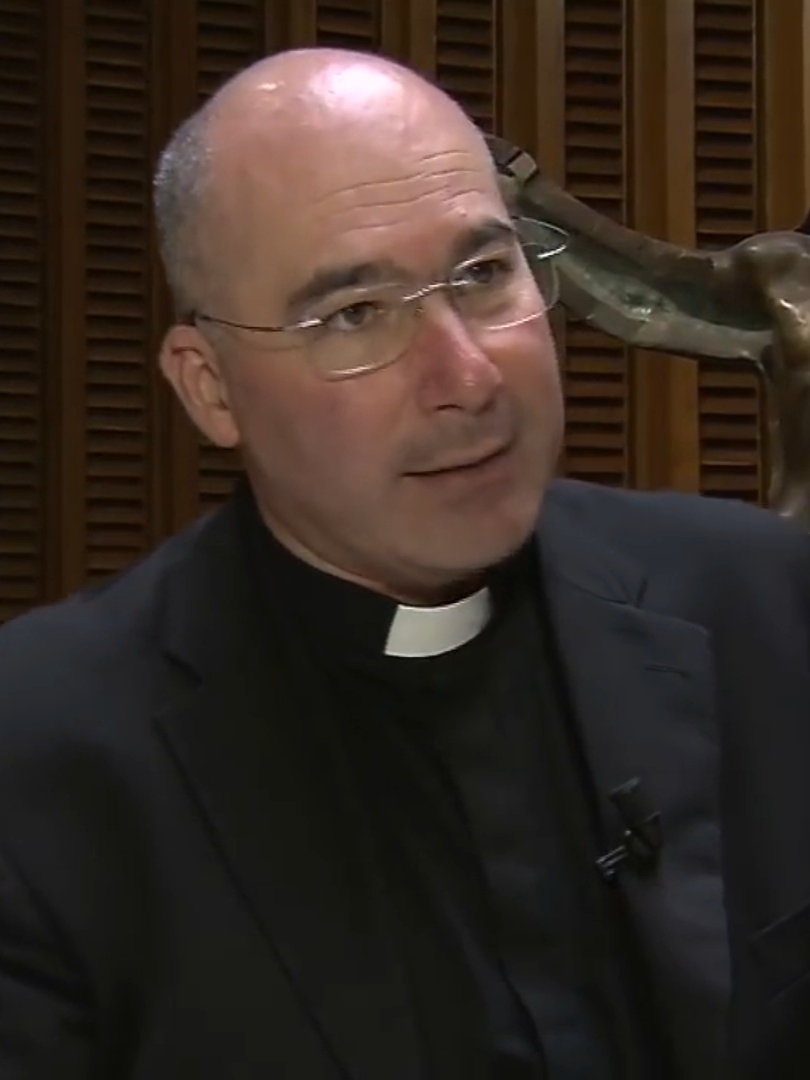
Massimo Palombella, 2016

Massimo Palombella SDB  (* 25. Dezember 1967 in Turin) ist ein italienischer Ordenspriester, Theologe und Kirchenmusiker und war von 2010 bis 2019 Leiter des Chors der Sixtinischen Kapelle. Seit 2021 leitete er die Mailänder Domkapelle. Ende 2024 wurde er wegen finanzieller Verfehlungen aus seiner Zeit als sixtinischer Chorleiter in erster Instanz zu einer dreijährigen Gefängnisstrafe verurteilt.

## Leben

### Werdegang
Massimo Palombella studierte an der Päpstlichen Universität der Salesianer Philosophie und Theologie und schloss sein Studium mit dem theologischen Doktortitel zu einem Thema der Dogmatik ab. Nach seinen musikalischen Studien bei Luigi Molfino und Valentino Miserachs Grau erwarb er am Turiner Staatlichen Konservatorium Giuseppe Verdi ein Diplom. Am 7. September 1995 wurde er in seiner Ordensgemeinschaft der Salesianer Don Boscos zum Priester geweiht.
Er lehrte bis 2011 an der Theologischen Fakultät der Päpstlichen Universität der Salesianer die Fächer Musik und Liturgie. Am Konservatorium in Novara war er Dozent für liturgische Komposition, Römische Polyphonie und Recht der Sakralmusik in dem zweijährigen Aufbaustudiengang der Musica Sacra. Außerdem unterrichtete er Musiksprache an der Fakultät für Kommunikationswissenschaften der Universität La Sapienza in Rom und am Turiner Konservatorium sowie Liturgie am Päpstlichen Institut für Kirchenmusik.

### Musikalische Karriere
Aufgrund seiner Erfahrungen als Musiklehrer an der Salesianeruniversität und als Mitarbeiter der römischen Studentenseelsorge (Pastorale Universitaria) gründete er im Jahr 1995 den Coro Interuniversitario di Roma, den er bis 2011 leitete. Er verstand dieses Gesangsensemble als ‚Labor‘ für die Studenten der verschiedenen Universitäten Roms, welche die Kunst der Polyphonie und des Gesangs lernen und direkte Kenntnisse der großen Klassiker der Polyphonie römischer Schule von Giovanni Pierluigi da Palestrina bis Domenico Bartolucci erwerben wollten. Für die Verdienste des interuniversitären Chores um Gottesdienst und Musikkultur in Rom erhielt Palombella 2004 die Päpstliche Verdienstmedaille von Johannes Paul II.
Zwischen 1995 und 2010 war er als Musikleiter bei allen Begegnungen des Papstes mit der Universitätskultur für die musikalische Gestaltung der Akte zuständig. Anlässlich der Verleihung der Ehrendoktorwürde der Universität La Sapienza an Papst Johannes Paul II. am 17. Mai 2003 schuf Palombella den Coro dei Conservatori di Musica italiani, der sich aus den besten Sängern italienischer Musikhochschulen und Konservatorien zusammensetzte und über ein eigenes Orchester verfügte. Seit 2004 wurde diese Idee vom italienischen Hochschulministerium gefördert, Palombella wurde zum Leiter von Chor und Orchester ernannt. Die Studiengänge im Bereich der Kirchenmusik stehen unter der Schirmherrschaft des Päpstlichen Rates für die Kultur.
Papst Benedikt XVI. ernannte ihn am 16. Oktober 2010 zum Leiter des Päpstlichen Chors der Sixtinischen Kapelle. Er trat sein Amt am 4. November 2010 bei der Seelenmesse für die während des Jahres 2009 verstorbenen Kardinäle und Bischöfe an.
Am 14. Januar 2017 berief ihn Papst Franziskus zum Konsultor der Kongregation für den Gottesdienst und die Sakramentenordnung.

### Abgang
Pressemeldungen zufolge bot Massimo Palombella dem Papst bereits im September 2018 seinen Rücktritt an. Er wurde verdächtigt, zusammen mit dem Treuhänder Michelangelo Nardella Teile der Einkünfte des Chors auf ein privates italienisches Bankkonto abgezweigt zu haben. Außerdem wurde nach Beschwerden der Eltern über seinen demütigenden Umgang mit den Kindern des sixtinischen Chors ein Disziplinarverfahren wegen Mobbings eingeleitet. Anfang des Jahres 2019 wurde der Chor auf Weisung des Papstes dem vatikanischen Amt für die Liturgischen Feiern des Papstes unterstellt, was von Beobachtern als weiterer Schritt zur Entmachtung Palombellas gedeutet wurde. Als Chorleiter unterstand er jetzt dem Päpstlichen Zeremonienmeister Guido Marini, der zum Verantwortlichen des Chors der Sixtinischen Kapelle ernannt wurde. Am 10. Juli 2019 gab das Presseamt des Heiligen Stuhls bekannt, dass Papst Franziskus das Rücktrittsgesuch des bisherigen Leiters des Päpstlichen Chores angenommen und Palombella seine Tätigkeit im Einvernehmen mit dem Amt für Liturgische Feiern und mit seinem Orden beendet hat. Kommissarischer Nachfolger wurde der brasilianische Monsignore Marcos Isola Pavan (* 1962), der zuvor die Pueri Cantores, die Jugendabteilung des Chors leitete. Über die künftige Verwendung Palombellas entscheiden die Salesianer Don Boscos.

### Nachleben
Am 12. September 2021 übernahm Palombella als Direktor die Leitung der seit 1402 bestehenden Musikkapelle des Mailänder Doms.
Die Vorwürfe aus seiner Zeit in Rom waren Gegenstand eines ab Mai 2023 laufenden Verfahrens vor dem Vatikanischen Gerichtshof, in dem Massimo Palombella im Dezember 2024 in erster Instanz zu einer Freiheitsstrafe von drei Jahren und zwei Monaten Gefängnis sowie einer Geldstrafe von 9000 Euro verurteilt wurde. Sein Komplize Nardella, der frühere Finanzdirektor des sixtinischen Chors, erhielt vier Jahre und acht Monate Gefängnis und eine Geldstrafe von 7000 Euro. Die Anklagepunkte umfassten neben den Unterschlagungen auch Amtsmissbrauch bei der Organisation von Konzerten für italienische Großunternehmen. Die Angeklagten müssen insgesamt rund 300.000 Euro an illegalen Gewinnen zurückzahlen und die Prozesskosten tragen. Die Entscheidung ist noch nicht rechtskräftig; die Verteidigerin von Palombella kündigte an, in Berufung zu gehen.